# Internationaal Wegcriterium
Het Internationaal Wegcriterium (Frans: Critérium international de la route) was een tweedaagse Franse wielerwedstrijd. De wedstrijd werd georganiseerd door de Société du Tour de France.
De wedstrijd werd meestal verreden in het weekend tussen Milaan-San Remo en de Ronde van Vlaanderen en bestond uit een vlakke rit, een tijdrit en een bergrit. Sinds 2005 maakte de wedstrijd deel uit van het Europese continentale circuit.

## Geschiedenis
Het Internationaal Wegcriterium kent een lange geschiedenis. Ze werd voor het eerste georganiseerd onder de naam Critérium National de la Route en werd gezien als officieus Frans lentekampioenschap. Pas in 1978 mochten er voor het eerst niet-Fransen (mits lid van een Franse ploeg) aan de wedstrijd meedoen en in 1981 kreeg de koers, toen ook de overige buitenlanders mochten meedoen, haar huidige naam.
In 2016 maakte de ASO, organisator van de koers, bekend te stoppen met het organiseren van het Internationaal Wegcriterium, vanwege de terugloop van het aantal deelnemende renners.

## Locatie
Waar de meeste wielerwedstrijden een min of meer vaste locatie hebben, is die plaats van het Internationaal Wegcriterium in de geschiedenis nog weleens veranderd. In jaren tot aan 2009 werd er meestal rond Charleville-Mézières in de Noord-Franse regio Grand Est gereden. Sinds 2010 is Porto-Vecchio op Corsica de uitvalsbasis, in eerste instantie met het oog op het organiseren van de start van de Ronde van Frankrijk 2013 op het eiland.

## Paardincident
In 1997 wist een paard over een hek te springen, een tijd met het peloton mee te rennen en dit zelfs te passeren. Pas 20 kilometer voor de finishlijn verliet het dier het parkoers weer. Deze scène werd gedeeltelijk opgenomen in de film Le fabuleux destin d'Amélie Poulain.

## Lijst van winnaars
* In 1941, 1942, 1943 waren er twee ronden in één jaar, zowel in bezet als in 'vrij' Frankrijk.

### Meervoudige winnaars
| Zeges | Renner                 | Land             | Jaren                        |
| ----- | ---------------------- | ---------------- | ---------------------------- |
| 05    | Émile Idée             | Frankrijk        | 1940, 1942, 1943, 1947, 1949 |
| 05    | Raymond Poulidor       | Frankrijk        | 1964, 1966, 1968, 1971, 1972 |
| 05    | Jens Voigt             | Duitsland        | 1999, 2004, 2007, 2008, 2009 |
| 04    | Jacques Anquetil       | Frankrijk        | 1961, 1963, 1965, 1967       |
| 03    | Roger Hassenforder     | Frankrijk        | 1954, 1956, 1958             |
| 03    | Seán Kelly             | Ierland          | 1983, 1984, 1987             |
| 02    | Roger Lapébie          | Frankrijk        | 1934, 1937                   |
| 02    | Camille Danguillaume   | Frankrijk        | 1946, 1948                   |
| 02    | Louison Bobet          | Frankrijk        | 1951, 1952                   |
| 02    | Bernard Hinault        | Frankrijk        | 1978, 1981                   |
| 02    | Laurent Fignon         | Frankrijk        | 1982, 1990                   |
| 02    | Stephen Roche          | Ierland          | 1985, 1991                   |
| 02    | Erik Breukink          | Nederland        | 1988, 1993                   |
| 02    | Bobby Julich           | Verenigde Staten | 1998, 2005                   |
| 02    | Jean-Christophe Péraud | Frankrijk        | 2014, 2015                   |

### Overwinningen per land
| Zeges | Land                                          |
| ----- | --------------------------------------------- |
| 58    | Frankrijk                                     |
| 05    | Duitsland, Ierland                            |
| 04    | Spanje                                        |
| 03    | Nederland                                     |
| 02    | Italië, Verenigd Koninkrijk, Verenigde Staten |
| 01    | Australië, België, Luxemburg, Zwitserland     |

1932 · 1933 · 1934 · 1935 · 1936 · 1937 · 1938 · 1939 · 1940 · 1941 (bezet + vrij) · 1942 (bezet + vrij) · 1943 (bezet + vrij) · 1944 · 1945 · 1946 · 1947 · 1948 · 1949 · 1950 · 1951 · 1952 · 1953 · 1954 · 1955 · 1956 · 1957 · 1958 · 1959 · 1960 · 1961 · 1962 · 1963 · 1964 · 1965 · 1966 · 1967 · 1968 · 1969 · 1970 · 1971 · 1972 · 1973 · 1974 · 1975 · 1976 · 1977 · 1978 · 1979 · 1980 · 1981 · 1982 · 1983 · 1984 · 1985 · 1986 · 1987 · 1988 · 1989 · 1990 · 1991 · 1992 · 1993 · 1994 · 1995 · 1996 · 1997 · 1998 · 1999 · 2000 · 2001 · 2002 · 2003 · 2004 · 2005 · 2006 · 2007 · 2008 · 2009 · 2010 · 2011 · 2012 · 2013 · 2014 · 2015 · 2016
2005 · 
2006 · 
2007 · 
2008 · 
2009 · 
2010 · 
2011 · 
2012 · 
2013 · 
2014 · 
2015 · 
2016 · 
2017 ·
2018 ·
2019 ·
2020 ·
2021 ·
2022 ·
2023 ·
2024 ·
2025
Belangrijkste etappewedstrijden

Internationaal Wegcriterium · Driedaagse Brugge-De Panne · Ronde van de Alpen · Vierdaagse van Duinkerke · Ronde van Beieren · Ronde van Noorwegen · Ronde van België · Ronde van Luxemburg · Ronde van Oostenrijk · Ronde van Wallonië · Ronde van Burgos · Ronde van Denemarken · Arctic Race of Norway · Ronde van Groot-Brittannië
Belangrijkste eendaagse wedstrijden

Trofeo Laigueglia · GP Lugano · GP Nobili Rubinetterie · Dwars door Vlaanderen · Scheldeprijs · Brabantse Pijl · GP Kanton Aargau · Brussels Cycling Classic · GP Fourmies · Primus Classic Impanis-Van Petegem · Ronde van de Drie Valleien · Milaan-Turijn · Ronde van Piemonte · Ronde van het Münsterland · Ronde van Emilia · Parijs-Tours · GP Bruno Beghelli